# Pedro de Salazar Gutiérrez de Toledo
Pedro de Salazar Gutiérrez de Toledo OdeM (ur. w 1630 w Maladze, zm. 15 sierpnia 1706 w Kordobie) – hiszpański kardynał.

## Życiorys
Urodził się w 1630 roku w Maladze. W młodości wstąpił do zakonu meredariuszy, a w latach 1664–1670 był przełożonym generalnym zgromadzenia. 2 czerwca 1681 roku został wybrany biskupem Salamanki, a we wrześniu przyjął sakrę. 2 września 1686 roku został kreowany kardynałem prezbiterem i otrzymał kościół tytularny Santa Croce in Gerusalemme. Dwa lata później został przeniesiony do diecezji Kordoby. Zmarł tamże 15 sierpnia 1706 roku.